# Anne-Katrin Schott

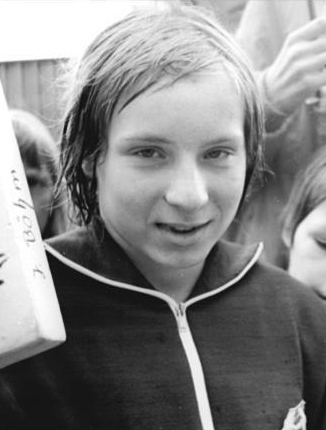
Anne-Katrin Schott, 1974

Anne-Katrin Neumann, geb. Schott, ist eine ehemalige deutsche Schwimmerin. Am 6. Juli 1974 stellte sie in Rostock mit 2:37,89 min einen Weltrekord über 200 m Brust auf.
Bei den Schwimmeuropameisterschaften 1974 in Wien holte sie Silber über 200 m Brust. 1974 wurde sie nationale Meisterin über 200 m Brust; 1974 und 1975 gewann sie drei nationale Titel über 200 m Brust und 4 × 100 m Lagenstaffel.